# Bruno Visintin
Bruno Visintin (* 23. November 1932 in La Spezia; † 11. Januar 2015 ebenda) war ein italienischer Boxer.

## Amateur
Als Amateur wurde Visintin 1951 in Mailand Europameister im Leichtgewicht und gewann im selben Jahr die Mittelmeerspiele. 1952 gewann er bei den Olympischen Spielen in Helsinki die Bronzemedaille im Halbweltergewicht; er verlor im Halbfinale gegen den US-Amerikaner Charles Adkins.

## Profi
1952 startete er seine Profikarriere mit einer Serie von 17 Siegen. Seine erste Niederlage erlitt er im Kampf um den Europameistertitel im Leichtgewicht gegen seinen Landsmann Duilio Loi im Mai 1954. Ende 1955 wurde er dann Italienischer Leichtgewichtsmeister, legte den Titel aber nach nur einer Verteidigung nieder, um im Weltergewicht zu boxen. Auch in dieser Gewichtsklasse wurde er 1958 Landesmeister.
Im Februar 1960 stand er wieder Duilio Loi gegenüber. Wieder ging es um die Europameisterschaft, wieder siegte Loi nach Punkten. Visintin wechselte daraufhin in das Halbmittelgewicht. Dort wurde er im März 1963 wiederum italienischer Meister und im Mai 1964 schließlich auch im dritten Anlauf Europameister. Diesen Titel verteidigte er fünf Mal erfolgreich, unter anderem im Dezember 1965 gegen den Deutschen Peter Müller, den er nach Punkten besiegte. Der sechste Versuch, den Europameistertitel zu verteidigen, wurde sein letzter Kampf. Neujahr 1966 verlor er gegen Bo Högberg aus Schweden durch technischen K. o. in der siebten Runde.